# Selište (Žepče)
Pour les articles homonymes, voir Selište.
Selište (en cyrillique : Селиште) est un village de Bosnie-Herzégovine. Il est situé dans la municipalité de Žepče, dans le canton de Zenica-Doboj et dans la fédération de Bosnie-et-Herzégovine. Selon les premiers résultats du recensement bosnien de 2013, il compte 93 habitants.

## Géographie
Le village est situé au nord de Žepče.

## Démographie

### Évolution historique de la population dans la localité
| 1948 | 1953 | 1961 | 1971 | 1981 | 1991 | 2013 |
| ---- | ---- | ---- | ---- | ---- | ---- | ---- |
| -    | -    | 108  | 165  | 179  | 166  | 93   |

|  |